# Сельское поселение «Деревня Шершнево»
Сельское поселение «Деревня Шершнево» — упразднённое в 2013 году муниципальное образование в составе Барятинского района Калужской области России.
Центр — деревня Шершнево.

## История
В 2004 году статус «посёлок» населённых пунктов Марс, Риги и Серп изменён на статус «село».
В 2013 году сельские поселения «Деревня Перенежье», «Село Сильковичи» и «Деревня Шершнево» — объединены во вновь образованное сельское поселение «Село Сильковичи»..

## Население
| 2010 | 2012 | 2013 |
| ---- | ---- | ---- |
| 433  | ↗436 | ↗470 |

## Состав
В поселение входят 10 населённых мест:
- деревня Шершнево
- деревня Высокая Гора
- деревня Коськово
- деревня Красниково
- село Марс
- деревня Новая Слобода
- село Риги
- село Серп
- деревня Чумазово
- деревня Шемелинки